# Milha romana

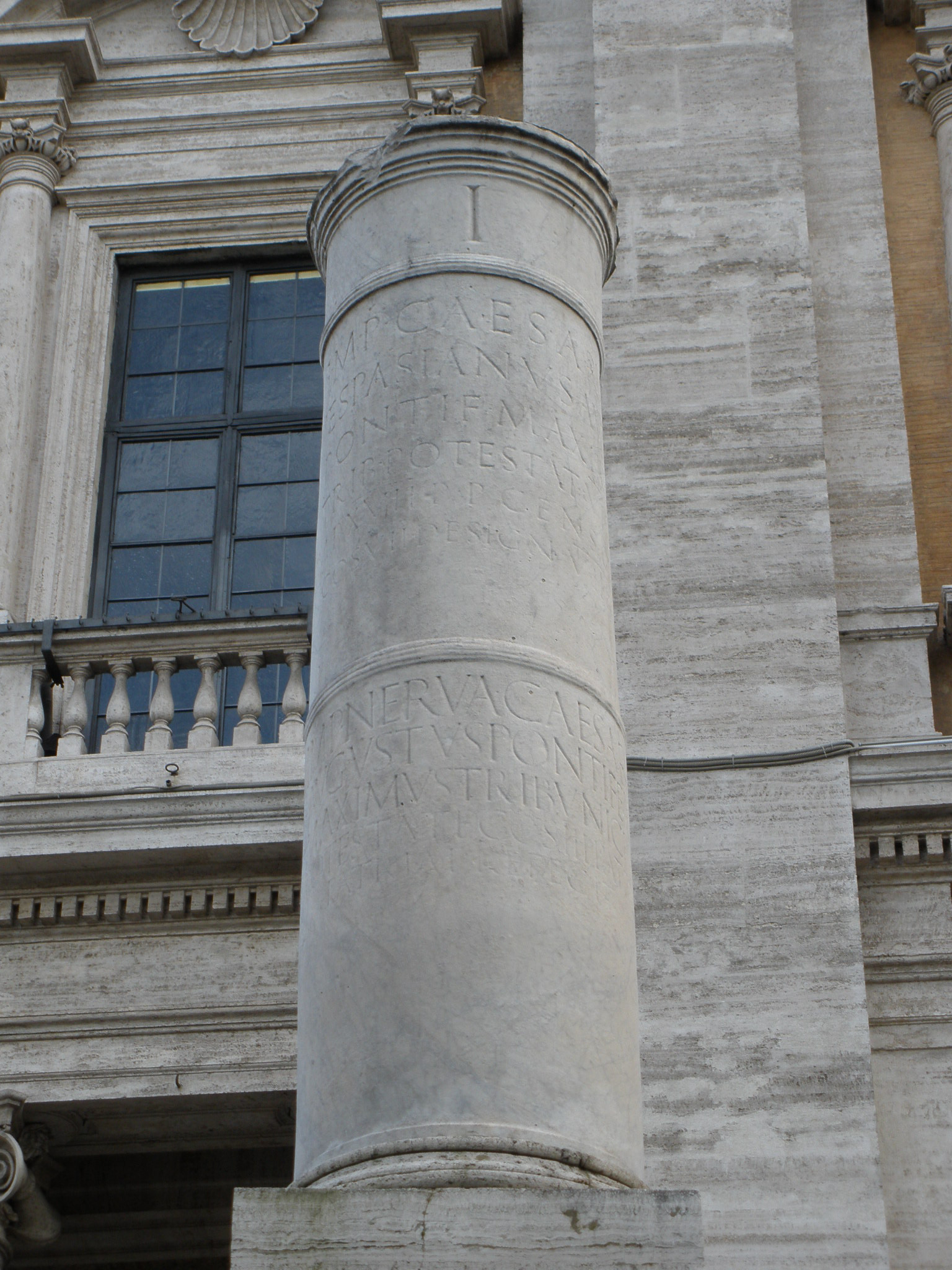
Marco miliário do Capitólio de Roma. Primeiro marco e primeira milha da Via Appia

Milha romana (em latim: mille passus lit. "mil passos"; abr. m.p.; ou em latim: mille passuum ou ainda em latim: mille) era uma unidade de medida romana de distância que correspondia a mil passos de dois tempos cada. Os antigos romanos, quando marchavam seus exércitos por territórios não mapeados, geralmente fincavam uma estaca no chão à cada mil passos, conhecidas como marcos miliários. A medida foi indiretamente padronizada pela criação do pé romano (1 pé medindo 29,6 cm) por Marco Vipsânio Agripa (utilizando a medida de seu próprio pé) em 29 a.C. e a definição de um passo como tendo cinco pés (1,48 m).
Uma milha romana imperial teria, portanto, 5 000 pés romanos ou mil passos. Agrimensores com equipamentos especializados (como a decêmpeda e a dióptra) trataram de disseminar seu uso. Atualmente, a milha romana imperial de Agripa foi empiricamente determinada como medindo cerca de 1 480 metros. Nas regiões helênicas do Império Romano, a milha romana (em grego: μίλιον; romaniz.: mílion) foi utilizada em complemento às unidades gregas como equivalente a 8 estádios (185 m) de 600 pés gregos. A mílion continuou a ser utilizada como unidade de medida bizantina e emprestou seu nome ao marco zero do Império Bizantino, o Milião, localizado no começo da Mese, perto de Santa Sofia, em Constantinopla.